# Ralph Goings
Ralph Goings (9 de mayo de 1928, Corning, California- 4 de septiembre de 2016, Sacramento) es un pintor estadounidense asociado con el fotorrealismo de los años 1960s y 1970s. Es conocido por las pinturas detallistas de los puestos de hamburguesas, los camiones, los bancos en California, retratados en una forma objetiva de manera deliberada.

## Primeros años
Nació en una familia de clase trabajadora el 9 de mayo de 1928 en Corning, California, Estados Unidos y creció durante la Gran Depresión. Durante sus primeros años en el liceo, Goings estuvo expuesto al arte y a las pinturas en sus clases de Arte y estuvo inspirado por su descubrimiento de un Rembrandt en su biblioteca local. 
Fue alentado por su tía para que hiciera dibujo, quien le compró unos libros y material de estudio. Cuando comenzó a pintar en sus primeros años, usaba materiales tales como pintura de las pinturerías locales y ferreterías, y sábanas viejas cuando no tenía lienzo

### Educación
Después de hacer su servicio militar, se inscribió en la Universidad, en Hartnell College, en Salinas, California. 
Fue alentado a concurrir a la escuela de arte por Leon Amyx, jefe del departamento de arte en Harnell en ese tiempo, así como también un conocido pintor del momento.
Goings estudió arte en la Escuela de Arte de California (California College of the Arts) en Oakland, California. Durante sus estudios allí, estudió con otros pintores del fotorrealismo, incluyendo Robert Bechtle, Richard Mclean y Nathan Oliveira.
Recibió su MFA en pintura en la Universidad Estatal de Sacramento en 1965.
Fue inspirado por artistas tales como Wayne Thiebaud, Johannes Vermeer, Thomas Eakins. Su interés en el fotorrealismo se disparó luego de estar decepcionado por la calidad y las imágenes del arte pop en ese tiempo; sintió que si algo debía representar un objeto, entonces por qué no hacer que se pareciera a una fotografía tanto como fuera posible.

#### Colecciones y Trabajos
Goings es un pionero del movimiento denominado fotorrealismo. Su trabajo está presente en varias galerías de arte prominentes, incluyendo el Museo de Arte Moderno, el Museo R. Guggenheim, el Museo Whitney de Arte Americano y el Museo de Arte Contemporáneo en Chicago.
Ha producido una serie de naturaleza muerta retratando saleros, servilleteros, jarras de crema, botellas de ketchup y ceniceros.